# Omaha Indijanci
Omaha.- jedno od pet plemena Dhegiha Indijanaca iz istočne Nebraske, srodni Osagama i Kansama, porodica Siouan,  danas na rezervatu Omaha u istoj državi. Najpoznatiji današnji pripadnik plemena Omaha je Rodney Arnold Grant (često Rodney A. Grant), koji se proslavio ulogom (Vjetra u kosi; Wind In His Hair) u filmu Ples s vukovima. 

## Ime
Ime Omaha, ponekad skračeno na Maha, označava 'narod koji ide uzvodno (ili) protiv struje' ( 'those who go upstream or against the current' , ili "those going against the wind or current." ostala imena dobili su od Winnebago plemena Ho'-maⁿ-haⁿ. Šajeni su za njih imali imena Hu-úmûi i Oni'häo "drum beaters" (?). Kod Vučjih Indijanaca (Pawnee), postojasli su nazivi Puk-tis i U'-aha. 

## Povijest
Prema tradiciji Omahe i ostale Dhegiha| grupe obitavale su nekada u dolini rijeka Ohio i Wabash. Pleme Quapaw, navodi se prvo je separiralo od matice, i uputilo se niz rijeku Mississippi. Uskoro dolazi do cijepanja ostalih grupa, a Omahe su s Poncama došli na područje Pipestone Quarryja u Minnesoti. Kamenolom Pipestone držali su u svojim rukama veoma opasni Sioux Indijanci, koji su odatle potisnuli Omahe i Ponce na Zapad, u područje današnje Južne Dakote, gdje su se Ponce odvojili od Omaha, a Omahe se tada nastaniše na Bow Creeku u Nebraski. Ovdje se raširiše sve između Platte i Niobrare. Godine 1854. oni prodaju sve svoje zemlje, osim malenog područja namijenjenog rezervatu. 
Od nekadašnjih 2,800 Omaha (1780; Mooney), njihov broj 1802. je nakon epidemije boginja spao na svega 300. Kasnije će im broj polagano rasti, da bi 2000. iznosio (5,000) a 2005 (5,992).

## Etnogarfija
Omahe po kulturi pripadaju Prerijskim plemenima, lovcima na bizone i vještim jahačima. Nastambe su im bile poput onih Mandan Indijanaca u području rijeke Missouri, ali su za vrijeme lovačkih ekspedicija nosili sa sobom kožne šatore. Osim što su se bavili lovom, Omahe ,su kao i mnoga prerijska plemena u proljeće i jesen živjeli u stalnim naseljima, pa su se tijekom tog perioda bavili i uzgojem kukuruza. Društvo je bilo klasno a nasljeđe po muškoj liniji. Sistem srodstva bio je tipa 'Omaha', jer je na njima prvi puta izučen. Premda patrilinearni, stanište je matrilokalno, klan i polovice su egzogamne, a svaki klan ima i svoje vlastite religiozne ceremonije, osobna imena, tabue i stilove češljanja. Polovice (bratstva) simboliziraju nebo i zemlju, odnosno žensko i muško, jug i sjever, lijevo i desno. Koliko klan i polovica ulazi u svakodnevni život Omaha-Indijanca, vidi se i po primjeru, da prilikom sezonskog lova na bizone, kada cijelo pleme migrira, teepeji su postavljeni u veliki krug koji simbolizira klanske i dualne sisteme. 
Plemensko vijeće sastojalo se od sedam poglavica i 5 vrhovnih svećenika.

## Vanjske poveznice
- Omaha  Arhivirana inačica izvorne stranice od 26. rujna 2007. (Wayback Machine)
- Omaha Indian Tribe History
- Omaha Indian Tribe  Arhivirana inačica izvorne stranice od 4. svibnja 2007. (Wayback Machine)
- The Omaha Indians in Nebraska  Arhivirana inačica izvorne stranice od 29. ožujka 2007. (Wayback Machine)
- The Omaha Indians - True Nebraskans